# Olga Paléi
Olga Valeriánovna Paléy, nacida Olga Karnóvich (Ольга Валериановна Палей; 14 de diciembre de 1865 - 2 de noviembre de 1929), fue la segunda esposa del gran príncipe Pablo Aleksándrovich de Rusia.

## Primeros años y primer matrimonio
Ella nació Olga Karnóvich en San Petersburgo, hija de Valeriano Karnóvich y su esposa Olga Vasílievna Meszaros. Se casó el 30 de mayo de 1884, con el terrateniente Erich Gerhard von Pistohlkors (1853-1935 Riga), con quien tuvo cuatro hijos:
1. Aleksandr Érikovich von Pistohlkors (1885-1944), quien se casó con Aleksandra Tanéyeva, la hermana de Anna Výrubova.
2. Olga Érikovna von Pistohlkors (1886-1887),
3. Olga Érikovna von Pistohlkors (1888-1963), se casó en 1906 con  Alejandro, conde de Belzig Kreutz y en 1922 con Sergio Fürst Kudaschew
4. Mariana, o Marianne Érikovna von Pistohlkors (1890-1976), quien se casó en 1908 con Piotr Petróvich Durnovó, en 1912 con Christopher von Derfelden y en 1917 con el conde Nicolás Konstantínovich von Zarnekau.

## Escándalo del segundo matrimonio
Más tarde comenzó un romance con el gran duque Pablo Aleksándrovich de Rusia (hermano de Alejandro III y tío de Nicolás II), causando un gran escándalo en la sociedad, y le dio un hijo, Vladímir. Su matrimonio con Pistohlkors fue terminado por divorcio en 1901, y Pablo Aleksándrovich le pidió permiso al zar Nicolás II para casarse con Olga Paléi, pero el zar se lo negó. Frente a la oposición del emperador Nicolás II a su relación con el Gran Duque Pablo Aleksándrovich, los dos se vieron obligados a abandonar Rusia.

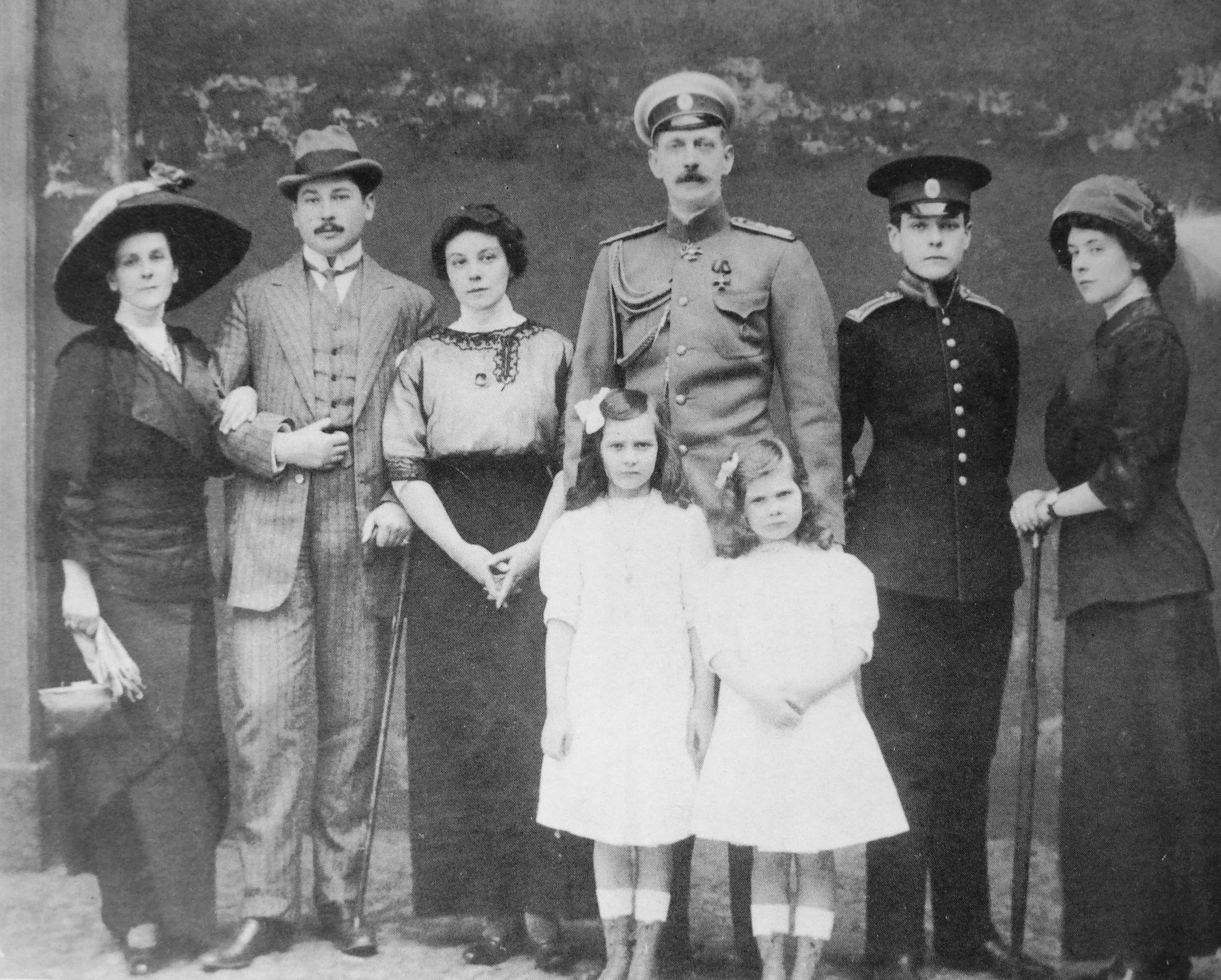
De izda. a dcha.: Olga Paléi, su hijo Aleksandr von Pistohlkors, Olga von Pistohlkors, Gran duque Pablo Aleksándrovich, Irina Paléi, Natalia Paléi, Vladímir Paléi, y Marianne von Pistohlkors.

El 10 de octubre de 1902 en Livorno, Pablo Aleksándrovich se casó con ella morganáticamente y se instalaron en Boulogne, cerca de París, pero el matrimonio no fue aprobado, y no se le otorgó ningún título, siendo Pablo relevado de todos sus rangos y sus funciones militares. El 29 de octubre de 1904, el príncipe regente Leopoldo de Baviera, concedió a Olga el título de condesa de Hohenfelsen, siendo dicho título reconocido por decreto imperial ruso el 23 de junio de 1905. 
De esta unión nacieron:
1. Vladímir Pávlovich Paléi (1897 - 1918) ejecutado sin proceso por los bolcheviques en 1918.
2. Irina Pávlovna Paléi (1903-1990) casada en 1923 con Teodoro Aleksándrovich Románov (1898-1968). Casada en segundas nupcias en 1950 con Hubert Coqueré de Montbrison.
3. Natalia Pávlovna Paléi (1905-1981) casada en 1927 con Lucien Lelong (1899-1959), casada en segundas nupcias en 1937 con John Chapman Wilson (1899-1961).

En 1913, Nicolás II de Rusia llama a su tío para que se instale en San Petersburgo con su esposa y sus hijos. El 23 de julio de 1915 el zar concedió a Olga el título de Princesa Paléi.

## Durante la Revolución de Octubre

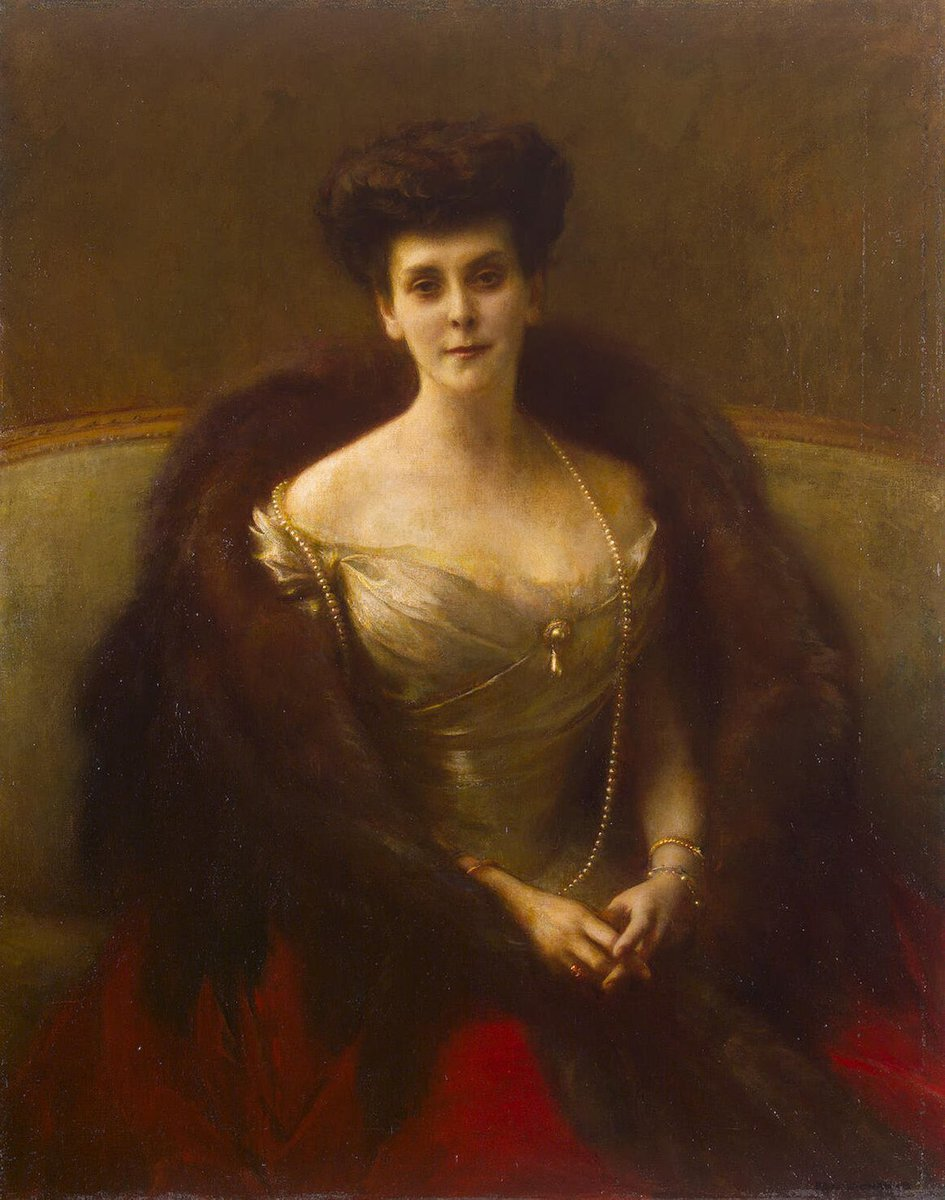
Olga Paléi en 1904.

Durante la Revolución de Octubre de 1917 el gran duque Pablo fue detenido en la Fortaleza de San Pedro y San Pablo, de la misma manera lo fue su hijo Vladímir que fue llevado a otra prisión. Olga se vio obligada a instalarse en casa de amigos. Ella intentó por todos los medios de salvar a su esposo y a su hijo de la prisión y la ejecución: Vladímir fue ejecutado con otros miembros de la familia imperial en julio de 1918 cerca de Alapáyevsk y el gran duque Pablo fue asesinado cerca de la fortaleza en 1919. La princesa Paléi y sus hijas fueron molestadas y una de las hijas tal vez violada por los bolcheviques.

## El exilio
Cuando en 1919, se confirmó la ejecución de su esposo, la princesa Paléi acompañada por sus dos hijas huyó de Rusia con la esperanza de que Vladímir aún estuviera vivo. Con la ayuda de un oficial del Ejército blanco caminaron durante tres días, atravesando el lago Ládoga congelado. El lago era barrido por los proyectores luminosos instalados por los bolcheviques lo cual obligaba al soldado que las acompañó a cubrirlas con una sabana blanca y a acostarse sobre el hielo para no ser vistos. Así llegaron a Helsinki sanas y salvas. Más adelante se instalaron en París. Ella murió en el exilio en París el 2 de diciembre de 1929, a la edad de 64 años.